# Валка

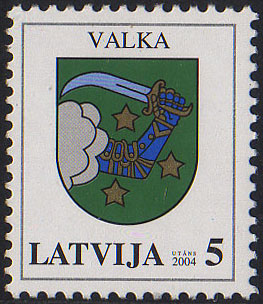
Герб города на почтовой марке
2004 года

Ва́лка (латыш. Valkaо файле, до 1920 года — Валк, нем. Walk, в русских летописях также — Влех) — город на севере Латвии, административный центр Валкского края. 
Населённый пункт вплотную примыкает к эстонскому городу Валга, составляя с ним, по сути, единый город.

## География
Расположен на границе с Эстонией. Площадь города — 14,2 км².

## История
Первое упоминание о городе (под названием Валк) датируется 1286 годом. 11 июня 1584 году польский король Стефан Баторий вручил Ливонскому герцогству учредительное письмо и предоставил Валку права города.
После Северной войны город в составе Российской империи. В 1783 году императрица Екатерина II подписала указ, на основе которого был образован Валкский уезд центром которого стал Валк, который вошел в состав Лифляндской губернии.
В 1889 году в Валке проживало 4450 жителей (2167 мужчин, 2283 женщины); в 1860 году его население состояло из 2492 человек (1269 мужчин и 1223 женщины).
В конце XIX и начале XX века развитию города сильно способствовало строительство железной дороги между Ригой и Ревелем.
В 1897 году в городе жили 10 922 человека, в том числе латыши — 4453 чел., эстонцы — 3594 чел., немцы — 1145 чел., русские — 1210 чел., евреи — 303 чел. и другие.
Осенью 1917 года Валк становится своего рода центром Лифляндии. (Рига занята германской армией, никакая легальная политическая деятельность там невозможна). Здесь находятся штаб и Совет 12-й армии, выходят несколько латышских газет, действует Национальный союз латышских воинов, работает большевистский Исколат (Исполком Совета рабочих, солдатских и безземельных депутатов Латвии).
В конце ноября — начале декабря 1917 года в Валке проходит учредительная сессия Латышского временного национального совета. 
В конце февраля 1918 года латышские стрелки, отступавшие из Валка под натиском германских войск, взрывают артиллерийский склад и водонапорную башню местной железнодорожной станции.
1 июля 1920 года город был разделён на две части — латвийскую Валку и эстонскую Валгу (Эстонии отошла бо́льшая часть некогда единого города).
Существует версия, что отделение части города в пользу Эстонии произошло в знак благодарности за помощь эстонской армии в борьбе за независимость Латвии. Так, 20 сентября 1919 года П. Р. Бермондт-Авалов, командующий Западной Добровольческой армией, объявил, что он является «представителем русской государственной власти» и принимает на себя всю полноту власти в Прибалтике, игнорируя тем самым факт латвийского суверенитета и существования латвийских органов власти.
7 октября, получив отказ на требование пропустить его войска через территорию Латвии на большевистский фронт, Бермондт-Авалов начал вести против Латвии боевые действия. 9 октября его войсками были заняты западные предместья Риги, а латвийское правительство эвакуировалось в Цесис, запросив военную помощь у правительства Эстонии. 10 октября Бермондт-Авалов вместо продолжения наступления предложил Латвии перемирие. В тот же день в Ригу прибыла эскадра английских крейсеров, а из Эстонии — четыре бронепоезда. После успешного совместного отражения интервенции Эстония, помимо возмещения расходов по войсковой операции, получила в качестве «премии» бо́льшую часть города Валки.
С 21 декабря 2007 года, после вступления Латвии и Эстонии в Шенгенскую зону, город снова «един»: пограничный контроль отсутствует, в городе действует латвийско-эстонская программа соседства, хотя каждая из двух его частей сохраняет собственные органы управления.
До 1 июля 2009 года город Валка входил в состав Валкского района и являлся его административным центром.

## Население
По данным Управления по делам гражданства и миграции МВД Латвии, количество проживающих в городе на 1 января 2021 года составляло 4924 человека. По состоянию на 1 января 2019 года, доля населения старше 65 лет в структуре населения города — 27 % (1240 человек), а доля населения младше 14 лет — 13 % (619 человек).

## Экономика
Предприятия деревообрабатывающей промышленности.

## Культура, достопримечательности
Краеведческий музей, театр. Имеется ряд памятников архитектуры — бывший жилой дом барона фон Врангеля (1645 г.), евангелистская лютеранская церковь Святой Катрины (впервые упоминается в 1477 г., разрушалась в 1702 и 1752 гг., затем восстанавливалась).

## Интересный факт
Гербы городов-близнецов Валки и Валги восходят к историческому гербу города Валк, но на гербе латвийской Валки рука с мечом выходит из облака справа, а у эстонской Валги — слева (то есть гербы имеют зеркально симметричную композицию).
На границе с эстонским городом Валга установлены качели, которые позволяют путешествовать из одной страны в другую и обратно.

## Уроженцы Валки
- Йохан Эрик Рауска (1899-1981) - тяжелоатлет, участник летних Олимпийских игр 1924 года.
- Янис Цимзе (1814—1881) — латышский хоровой дирижёр, композитор и педагог, основоположник латышской хоровой музыки, основатель учительской семинарии в Валке.
- Янис Цирулис (1910—1979) — офицер Латышского легиона СС.

## Города-побратимы
- Эстония: Валга, Нарва
- Финляндия: Торнио, Иматра, Ориматтила
- Польша: Александрув-Куявский, Слубице
- Бельгия: Дюрбюи
- Германия: Вайсенбург, Франкфурт-на-Одере
- Словакия: Тврдошин
- Россия: Ивангород, Светогорск